# Coppa del Belgio 2021-2022
La Coppa del Belgio 2021-2022, conosciuta anche come Croky Cup 2021-2022 per motivi di sponsorizzazione, è stata la 67ª edizione della coppa nazionale belga di calcio, iniziata il 25 luglio 2021 e terminata il 18 aprile 2022. Il Genk era la squadra campione in carica. Il Gent ha conquistato il trofeo per la quarta volta nella sua storia.

## Formato
| Turno                | Squadre rimanenti | Squadre partecipanti | Vincitori del turno precedente | Squadre entrate | Campionati entranti                                  | Date                               |
| -------------------- | ----------------- | -------------------- | ------------------------------ | --------------- | ---------------------------------------------------- | ---------------------------------- |
| Turno preliminare    | 312               | 6                    | 0                              | 6               | Campionati Provinciali                               | 25 luglio 2021                     |
| Primo turno          | 309               | 220                  | 3                              | 217             | Belgian Division 3 (63) Campionati Provinciali (154) | 1º agosto 2021                     |
| Secondo turno        | 199               | 158                  | 110                            | 48              | Belgian Division 2                                   | 8 agosto 2021                      |
| Terzo turno          | 120               | 96                   | 79                             | 17              | Division I-Amatori (15) 1B Pro League (2)            | 15 agosto 2021                     |
| Quarto turno         | 72                | 48                   | 48                             | 0               |                                                      | 22 agosto 2021                     |
| Quinto turno         | 48                | 32                   | 24                             | 8               | 1B Pro League (6) Pro League (2)                     | 29 agosto 2021                     |
| Sedicesimi di finale | 32                | 32                   | 16                             | 16              | Pro League                                           | 26-28 ottobre 2021                 |
| Ottavi di finale     | 16                | 16                   | 16                             | 0               |                                                      | 1°-2 dicembre 2021                 |
| Quarti di finale     | 8                 | 8                    | 8                              | 0               |                                                      | 21-23 dicembre 2021                |
| Semifinali           | 4                 | 4                    | 4                              | 0               |                                                      | 1°-3 febbraio 2022 1°-3 marzo 2022 |
| Finale               | 2                 | 2                    | 2                              | 0               |                                                      | 18 aprile 2022                     |

Il sorteggio delle gare fino al quinto turno è stato effettuato il 28 giugno 2021.

## Turno preliminare
| Squadra 1         | Risultato       | Squadra 2            |
| ----------------- | --------------- | -------------------- |
| 25 luglio 2021    |                 |                      |
| Bossière          | 2 – 2 (5-3 dtr) | Fernelmont-Hemptinne |
| Helson Helchteren | 2 – 3           | Wezel Sport          |
| Tollembeek        | 0 – 3           | Dendermonde          |

## Primo turno
| Squadra 1              | Risultato         | Squadra 2                      |
| ---------------------- | ----------------- | ------------------------------ |
| 31 luglio 2021         |                   |                                |
| Renaissance Mons B     | 1 – 0             | Stockel                        |
| Adegem                 | 1 – 5             | Houthulst                      |
| Sint-Dymphna           | 3 – 4             | Zwarte Leeuw                   |
| Betekom                | 2 – 0             | Punt-Larum                     |
| Glabbeek-Zuurbemde     | 0 – 1             | Sart-Bernard                   |
| Oppagne-Wéris          | 5 – 0             | Spa                            |
| Rumbeke                | 2 – 1             | Sassport Boezinge              |
| Achel                  | 0 – 2             | De Kempen                      |
| Antoing                | 0 – 4             | Tempo Overijse                 |
| Berlaar-Heikant        | 1 – 0             | Herselt                        |
| Eksel                  | 3 – 0             | Lummen                         |
| Esperanza Neerpelt     | 3 – 0             | Verbroedering Lommel           |
| Turnhout               | 3 – 2             | Torpedo Hasselt                |
| Svelta Melsele         | 0 – 5             | Berlare                        |
| Schelde Serskamp       | 5 – 0             | Avanti Stekene                 |
| Snef                   | 1 – 0             | PAC Buzet                      |
| Torhout                | 1 – 1 (4-5 dtr)   | Oostnieuwkerke                 |
| Witgoor Sport          | 5 – 0             | St-Jozef Rijkevorsel           |
| FC Schaerbeek          | 1 – 4             | Racing Mechelen                |
| Marloie Sport          | 4 – 0             | La Roche                       |
| Saint-Hubert           | 1 – 6             | Habay-la-Neuve                 |
| 1º agosto 2021         |                   |                                |
| Jeunesse Freylangeoise | 0 – 2             | Aywaille                       |
| Herseautoise           | 3 – 2 (4-3 dtr)   | Havinnes                       |
| Montigny               | 0 – 4             | Rapid Symphorinois             |
| Nismes                 | 2 – 3             | Flavion Sport                  |
| Tilleur                | 3 – 1             | Chaudfontaine                  |
| Aische                 | 3 – 2             | Arquet                         |
| Andennais              | 1 – 1 (4-3 dtr)   | Royal Gosselies                |
| Ardennen               | 2 – 2 (3-2 dtr)   | Voorde                         |
| Arlon                  | 4 – 1             | Bercheux                       |
| Aubel                  | 1 – 1 (4-2 dtr)   | Weerstand Koersel              |
| R.L.C. Bastogne        | 1 – 1 (6-5 dtr)   | Meix-Devant-Virton             |
| Belœil                 | 2 – 1             | AFC Evere                      |
| Berg en Dal            | 2 – 0             | Vorselaar                      |
| KVK Beringen           | 1 – 2             | Wezel Sport                    |
| Bertem-Leefdaal        | 1 – 3             | Kosova Schaerbeek              |
| Binche                 | 8 – 0             | Vacresse                       |
| Bornem                 | 2 – 1             | Koninklijk B                   |
| Bregel Sport           | 3 – 1             | Stade Disonais                 |
| Broechem               | 0 – 0 (4-5 dtr)   | Saint-Josse                    |
| Olympic Burst          | 1 – 2             | Bambrugge                      |
| Courcelloise           | 5 – 0             | Walcourt                       |
| Denderhoutem           | 4 – 0             | Eeklo Meetjesland              |
| Diest                  | 7 – 1             | Sport Koersel                  |
| Diksmuide              | 2 – 1             | Anzegem                        |
| Eendracht Henis        | 1 – 3             | Gravelo                        |
| Elene-Grotenberge      | 5 – 0             | Haasdonk                       |
| Entente Blegnytoise B  | 0 – 4             | Richelle United                |
| Entité Manageoise      | 0 – 0 (5-6 dtr)   | Hoeilaart                      |
| Erpion                 | 1 – 6             | Linden                         |
| Excelsior Mariakerke   | 2 – 1             | Dendermonde                    |
| RC Lebbeke             | 2 – 0             | Latem                          |
| Fizoise                | 0 – 2             | RFCB Sprimont                  |
| Galmaarden             | 0 – 2             | Jong Lede                      |
| Genappe                | 3 – 0             | Ixelles                        |
| Grimbie                | 2 – 9             | Eendracht Termien              |
| VW Hamme               | 1 – 0             | Wambeek                        |
| Herstal                | 3 – 1             | Étoile Elsautoise              |
| Hoboken                | 1 – 0             | Schelle Sport                  |
| Hoegaarden-Outgaarden  | 3 – 1             | Bossière                       |
| Hornu                  | 0 – 3             | Ostiches                       |
| Huy                    | 6 – 2             | Melreux                        |
| Tamines                | 6 – 1             | Malonne                        |
| Jodoigne               | 3 – 1             | Montignies                     |
| Jong Zulte             | 1 – 1 (3-2 dtr)   | Voorwaarts Zwevezele B         |
| Eendracht Wervik       | 2 – 1             | Eendracht Aalter               |
| Koksijde Oostduinkerke | 2 – 2 (4-3 dtr)   | Estaimbourg                    |
| Excelsior Mariaburg    | 1 – 3             | Herent                         |
| Meux B                 | 0 – 4             | Onhaye                         |
| Espoir Minerois        | 2 – 1             | Kabouters Opglabbeek           |
| Morlanwelz             | 3 – 1             | Saint-Ghislain Tertre-Hautrage |
| Mormont                | 6 – 0             | Saint-Louis-Saint-Léger        |
| Nijlen                 | 12 – 1            | Noordstar Noorderwijk          |
| Oostkamp               | 4 – 0             | Lauwe                          |
| TSC Proven             | 1 – 3             | White Star Lauwe               |
| Ranst                  | 3 – 1             | Willebroekse                   |
| RCS Brainois           | 3 – 1             | Royal Léopold                  |
| Rechaintoise           | 2 – 2 (5-4 dtr)   | Schoonbeek-Beverst             |
| Renaissance Mons       | 9 – 1             | BX Brussels                    |
| Raeren                 | 2 – 0             | Hombourg                       |
| Rhodienne-De Hoek      | 3 – 1             | Etterbeek                      |
| Roeselare Daisel       | 1 – 1 (1-3 dtr)   | Blankenberge                   |
| Rupelmonde             | 0 – 4             | Rapid Leest                    |
| Gouvy                  | 1 – 1 (0-3 dtr)   | Messancy                       |
| Rutten                 | 1 – 7             | Eendracht Mechelen             |
| Schaerbeek-Evere       | 1 – 1 (4-2 dtr)   | Union Lasne-Ohain              |
| Sint-Niklase           | 2 – 1             | Eendracht Zele                 |
| Sint-Denijs Sport      | 0 – 6             | Lochristi                      |
| Sint-Job               | 1 – 1 (6-5 dtr)   | Grimbergen                     |
| St-Jozef Londerzeel    | 1 – 6             | Eppegem                        |
| SLW Maaseik            | 0 – 5             | Zepperen-Brustem               |
| Sporting Bruxelles     | 2 – 0             | Jong Vlaanderen Kruibeke       |
| Sprimont B             | 0 – 3             | Union Rochefort                |
| Stade Everois          | 2 – 2 (10-11 dtr) | GBA Kontich                    |
| Standaard Meerbeek     | 2 – 0             | Dilbeek Sport                  |
| Ster-Francorchamps B   | 3 – 1             | Huccorgne                      |
| Tenneville Sports      | 1 – 1 (3-5 dtr)   | Vaux                           |
| Tournai                | 0 – 1             | Racing Waregem                 |
| Trois Frontières       | 5 – 1             | Aubel B                        |
| Crossing Vissenaken    | 1 – 1 (4-3 dtr)   | Rhisnes                        |
| Waanrode               | 0 – 5             | Sint-Lenaarts                  |
| Wanze-Bas-Oha          | 1 – 2             | Chevetogne                     |
| Wellen                 | 5 – 0             | Sart-Tilman                    |
| Wevelgem               | 5 – 1             | Obigies                        |
| Wolvertem              | 2 – 1             | Wemmel                         |
| Excelsior Zedelgem     | 3 – 3 (6-7 dtr)   | Wielsbeke                      |
| Munkzwalm              | 0 – 4             | Kalken                         |
| Stade Bierbeek         | 2 – 1             | Namur                          |
| Lille                  | 2 – 0             | Oud-Turnhout                   |
| 4 agosto 2021          |                   |                                |
| Nivelles               | 1 – 2             | Harchies-Bernissart            |

## Secondo turno
| Squadra 1           | Risultato       | Squadra 2              |
| ------------------- | --------------- | ---------------------- |
| 7 agosto 2021       |                 |                        |
| R.L.C. Bastogne     | 1 – 3           | Witgoor Sport          |
| Gullegem            | 2 – 0           | Eppegem                |
| KRC Harelbeke       | 3 – 1           | Flavion Sport          |
| Lille               | 0 – 3           | Olsa Brakel            |
| Renaissance Mons B  | 0 – 7           | Oudenaarde             |
| Betekom             | 0 – 3           | Diegem                 |
| Hoogstraten         | 2 – 0           | GBA Kontich            |
| Nijlen              | 0 – 3           | Berg en Dal            |
| Ninove              | 4 – 0           | Berlaar-Heikant        |
| Olympia Wijgmaal    | 1 – 1 (4-5 dtr) | Zwarte Leeuw           |
| Racing Mechelen     | 6 – 0           | Sint-Job               |
| Tempo Overijse      | 1 – 1 (1-2 dtr) | RCS Brainois           |
| Trois Frontières    | 0 – 7           | Eendracht Wervik       |
| Tubize-Braine       | 3 – 0           | Hoboken                |
| Morlanwelz          | 0 – 10          | La Louvière Centre     |
| 8 agosto 2021       |                 |                        |
| Gravelo             | 1 – 1 (3-4 dtr) | Hoegaarden-Outgaarden  |
| Herseautoise        | 2 – 4           | Richelle United        |
| Tilleur             | 2 – 5           | Voorwaarts Zwevezele   |
| Acren               | 2 – 2 (4-2 dtr) | RFCB Sprimont          |
| Andennais           | 2 – 2 (2-4 dtr) | Racing Waregem         |
| Ardennen            | 1 – 2           | Eendracht Termien      |
| Arlon               | 1 – 0           | Schelde Serskamp       |
| Aubel               | 0 – 2           | Menen                  |
| Bambrugge           | 1 – 2           | Aische                 |
| Belisia Bilzen      | 4 – 0           | Oppagne-Wéris          |
| Stade Bierbeek      | 2 – 0           | Koksijde Oostduinkerke |
| Binche              | 0 – 0 (4-2 dtr) | Jette                  |
| Blankenberge        | 0 – 0 (7-8 dtr) | Rumbeke                |
| Bregel Sport        | 1 – 2           | Wellen                 |
| Chevetogne          | 1 – 3           | City Pirates           |
| Courcelloise        | 0 – 2           | Merelbeke              |
| Couvin-Mariembourg  | 1 – 2           | Sint-Lenaarts          |
| De Kempen           | 5 – 0           | Vaux                   |
| Denderhoutem        | 2 – 4           | Union Rochefort        |
| Diest               | 0 – 0 (5-4 dtr) | Kalken                 |
| Dikkelvenne         | 4 – 0           | Sart-Bernard           |
| Diksmuide           | 2 – 0           | Rhodienne-De Hoek      |
| Eendracht Mechelen  | 0 – 3           | Ganshoren              |
| Elene-Grotenberge   | 1 – 0           | Turnhout               |
| Entente Durbuy      | 1 – 2           | Jong Lede              |
| RC Lebbeke          | 1 – 1 (3-2 dtr) | Wevelgem               |
| Hades               | 4 – 2           | Wielsbeke              |
| Sporting Hasselt    | 6 – 0           | Belœil                 |
| Herent              | 2 – 3           | Rapid Symphorinois     |
| Herstal             | 1 – 1 (4-5 dtr) | Habay-la-Neuve         |
| Huy                 | 2 – 0           | Marloie Sport          |
| Jodoigne            | 1 – 1 (3-1 dtr) | Hamoir                 |
| Kosova Schaerbeek   | 3 – 0           | Hoeilaart              |
| KRC Gent            | 2 – 1           | Saint-Josse            |
| Oostnieuwkerke      | 0 – 2           | Givry                  |
| Linden              | 0 – 2           | Cappellen              |
| Lochristi           | 0 – 0 (3-4 dtr) | Zelzate                |
| Lokeren-Temse       | 3 – 0           | Crossing Vissenaken    |
| Lyra-Lierse Berlaar | 8 – 2           | Jong Zulte             |
| Meux                | 1 – 2           | Tamines                |
| Mormont             | 0 – 3           | Renaissance Mons       |
| Onhaye              | 5 – 2           | Sporting Bruxelles     |
| Oostkamp            | 2 – 2 (4-5 dtr) | Eendracht Aalst        |
| Ostiches            | 2 – 3           | Waremme                |
| Sparta Petegem      | 8 – 0           | Standaard Meerbeek     |
| Ranst               | 0 – 4           | Pepingen-Halle         |
| Rapid Leest         | 0 – 3           | Houthulst              |
| Rebecquoise         | 10 – 1          | Harchies-Bernissart    |
| Rechaintoise        | 1 – 5           | Bornem                 |
| Raeren              | 2 – 0           | Berlare                |
| Ronse               | 1 – 3           | Wezel Sport            |
| Schaerbeek-Evere    | 0 – 2           | Tongeren               |
| Sint-Niklase        | 2 – 2 (2-4 dtr) | Londerzeel             |
| Snef                | 0 – 4           | Bocholt                |
| Solières Sport      | 1 – 0           | Ster-Francorchamps B   |
| Stockay-Warfusée    | 2 – 0           | Messancy               |
| Verlaine            | 3 – 0           | Espoir Minerois        |
| Warnant             | 1 – 0           | VW Hamme               |
| Westhoek            | 4 – 1           | Excelsior Mariakerke   |
| Wetteren-Kwatrecht  | 0 – 0 (4-3 dtr) | Esperanza Neerpelt     |
| White Star Lauwe    | 3 – 2           | Genappe                |
| Wolvertem           | 2 – 1           | Berchem                |
| Zepperen-Brustem    | 1 – 2           | Eksel                  |
| Houtvenne           | 4 – 1           | Aywaille               |

## Terzo turno
| Squadra 1           | Risultato       | Squadra 2             |
| ------------------- | --------------- | --------------------- |
| 14 agosto 2021      |                 |                       |
| Dikkelvenne         | 2 – 0           | Houtvenne             |
| Hades               | 1 – 0           | De Kempen             |
| KRC Harelbeke       | 5 – 0           | Voorwaarts Zwevezele  |
| Eendracht Wervik    | 0 – 2           | RC Lebbeke            |
| Mandel United       | 3 – 0           | Habay-la-Neuve        |
| Bocholt             | 0 – 1           | Oudenaarde            |
| City Pirates        | 1 – 3           | Onhaye                |
| La Louvière Centre  | 0 – 0 (7-8 dtr) | Arlon                 |
| Union Rochefort     | 2 – 1           | Tongeren              |
| Wezel               | 2 – 1           | Huy                   |
| Rapid Symphorinois  | 0 – 2           | Dender                |
| 15 agosto 2021      |                 |                       |
| Ninove              | 2 – 2 (4-1 dtr) | Wolvertem             |
| Eendracht Aalst     | 2 – 0           | Houthulst             |
| Acren               | 1 – 2           | Merelbeke             |
| Aische              | 6 – 3           | Solières Sport        |
| Belisia Bilzen      | 2 – 1           | Olsa Brakel           |
| Berg en Dal         | 0 – 1           | Francs Borains        |
| Boom                | 2 – 0           | Sparta Petegem        |
| Cappellen           | 4 – 1           | Bornem                |
| Dessel Sport        | 6 – 0           | Renaissance Mons      |
| Diest               | 2 – 1           | Warnant               |
| Diksmuide           | 1 – 2           | URSL Visé             |
| Eendracht Termien   | 1 – 2           | Rebecquoise           |
| Ganshoren           | 2 – 2 (7-6 dtr) | Heist                 |
| Givry               | 0 – 2           | Diegem                |
| Gullegem            | 2 – 0           | Stockay-Warfusée      |
| Sporting Hasselt    | 1 – 3           | KRC Gent              |
| Jodoigne            | 3 – 1           | RCS Brainois          |
| Jong Lede           | 5 – 0           | Stade Bierbeek        |
| Knokke              | 5 – 0           | Verlaine              |
| Racing Mechelen     | 1 – 1 (5-6 dtr) | Raeren                |
| Sint-Lenaarts       | 0 – 3           | La Louvière           |
| Lokeren-Temse       | 3 – 0           | Eksel                 |
| Lyra-Lierse Berlaar | 3 – 0           | Waremme               |
| Rumbeke             | 0 – 3           | Richelle United       |
| Sint-Eloois-Winkel  | 2 – 0           | Elene-Grotenberge     |
| Tubize-Braine       | 2 – 4           | Patro Eisden          |
| Wellen              | 5 – 1           | Binche                |
| Westhoek            | 2 – 1           | Pepingen-Halle        |
| Wetteren-Kwatrecht  | 1 – 0           | Menen                 |
| White Star Lauwe    | 2 – 3           | Racing Waregem        |
| Witgoor Sport       | 0 – 1           | Olympic Charleroi     |
| Zelzate             | 0 – 3           | Tienen                |
| Zwarte Leeuw        | 3 – 0           | Hoegaarden-Outgaarden |
| Hoogstraten         | 6 – 0           | Kosova Schaerbeek     |
| 17 agosto 2021      |                 |                       |
| THES Sport          | 2 – 6           | Lierse                |
| 18 agosto 2021      |                 |                       |
| Tamines             | 1 – 5           | RFC Liegi             |
| Londerzeel          | 1 – 0           | Virton                |

## Quarto turno
| Squadra 1          | Risultato   | Squadra 2           |
| ------------------ | ----------- | ------------------- |
| 21 agosto 2021     |             |                     |
| Hades              | 1 – 3       | Lyra-Lierse Berlaar |
| Hoogstraten        | 5 – 1       | Arlon               |
| Dender             | 3 – 0       | Diest               |
| Mandel United      | 2 – 0       | Racing Waregem      |
| Onhaye             | 4 – 3       | Jong Lede           |
| Patro Eisden       | 0 – 1       | RC Lebbeke          |
| Wellen             | 1 – 0       | Dessel Sport        |
| 22 agosto 2021     |             |                     |
| Belisia Bilzen     | 3 – 0       | Wezel               |
| Cappellen          | 0 – 2       | Boom                |
| Francs Borains     | 2 – 0       | Londerzeel          |
| Jodoigne           | 3 – 1       | Gullegem            |
| Knokke             | 3 – 0       | Union Rochefort     |
| KRC Gent           | 4 – 1       | Raeren              |
| KRC Harelbeke      | 0 – 2 (dts) | Dikkelvenne         |
| Merelbeke          | 1 – 2       | Zwarte Leeuw        |
| Olympic Charleroi  | 0 – 1 (dts) | RFC Liegi           |
| Oudenaarde         | 0 – 1       | Eendracht Aalst     |
| Rebecquoise        | 1 – 2 (dts) | La Louvière         |
| Sint-Eloois-Winkel | 4 – 0       | Aische              |
| Tienen             | 1 – 0       | Ganshoren           |
| URSL Visé          | 2 – 0 (dts) | Richelle United     |
| Westhoek           | 1 – 4       | Diegem              |
| 25 agosto 2021     |             |                     |
| Lierse             | 3 – 0       | Wetteren-Kwatrecht  |
| Lokeren-Temse      | 1 – 0       | Ninove              |

## Quinto turno
| Squadra 1            | Risultato       | Squadra 2        |
| -------------------- | --------------- | ---------------- |
| 29 agosto 2021       |                 |                  |
| Belisia Bilzen       | 1 – 0           | Zwarte Leeuw     |
| Francs Borains       | 3 – 1           | Hoogstraten      |
| Knokke               | 3 – 2 (dts)     | KRC Gent         |
| Onhaye               | 1 – 0 (dts)     | Eendracht Aalst  |
| La Louvière          | 4 – 2           | Dikkelvenne      |
| Sint-Eloois-Winkel   | 0 – 0 (5-4 dtr) | Mandel United    |
| Tienen               | 1 – 0           | Jodoigne         |
| 4 settembre 2021     |                 |                  |
| Dender               | 1 – 0           | Waasland-Beveren |
| URSL Visé            | 0 – 1           | RWDM47           |
| Lierse               | 2 – 0           | Boom             |
| 5 settembre 2021     |                 |                  |
| RFC Liegi            | 1 – 3           | Westerlo         |
| 14 settembre 2021    |                 |                  |
| Lyra-Lierse Berlaar  | 0 – 5           | Deinze           |
| R.E. Mouscron        | 3 – 1           | Wellen           |
| 15 settembre 2021    |                 |                  |
| Diegem               | 2 – 4           | Lommel           |
| Lokeren-Temse        | 0 – 3           | Seraing          |
| 21 settembre 2021    |                 |                  |
| Union Saint-Gilloise | 7 – 0           | RC Lebbeke       |

## Sedicesimi di finale
Il sorteggio è stato effettuato il 24 settembre 2021.
| Squadra 1          | Risultato       | Squadra 2            |
| ------------------ | --------------- | -------------------- |
| 26 ottobre 2021    |                 |                      |
| Ostenda            | 8 – 1           | Onhaye               |
| Malines            | 2 – 1           | Union Saint-Gilloise |
| RWDM47             | 1 – 2           | Zulte Waregem        |
| R.E. Mouscron      | 0 – 1           | Standard Liegi       |
| 27 ottobre 2021    |                 |                      |
| Charleroi          | 0 – 0 (3-4 dtr) | Lommel               |
| Dender             | 0 – 1           | Eupen                |
| Gent               | 4 – 0           | Belisia Bilzen       |
| Knokke             | 1 – 1 (1-2 dtr) | Kortrijk             |
| Sint-Eloois-Winkel | 0 – 6           | Genk                 |
| Seraing            | 3 – 2 (dts)     | Sint-Truiden         |
| Francs Borains     | 0 – 4           | Beerschot VA         |
| Club Bruges        | 3 – 0           | Deinze               |
| Lierse             | 1 – 2           | OH Lovanio           |
| La Louvière        | 1 – 7           | Anderlecht           |
| 28 ottobre 2021    |                 |                      |
| Cercle Bruges      | 3 – 0           | Tienen               |
| Westerlo           | 2 – 1           | Anversa              |

## Ottavi di finale
Il sorteggio è stato effettuato il 29 ottobre 2021.
| Squadra 1        | Risultato       | Squadra 2     |
| ---------------- | --------------- | ------------- |
| 30 novembre 2021 |                 |               |
| Seraing          | 3 – 3 (3-4 dtr) | Anderlecht    |
| 1º dicembre 2021 |                 |               |
| Eupen            | 3 – 2 (dts)     | Zulte Waregem |
| Westerlo         | 2 – 3           | OH Lovanio    |
| Lommel           | 0 – 2           | Gent          |
| Kortrijk         | 1 – 0           | Ostenda       |
| Malines          | 2 – 1 (dts)     | Cercle Bruges |
| Genk             | 3 – 3 (3-5 dtr) | Club Bruges   |
| 2 dicembre 2021  |                 |               |
| Standard Liegi   | 2 – 0 (dts)     | Beerschot VA  |

## Quarti di finale
Il sorteggio è stato effettuato il 2 dicembre 2021.
| Squadra 1        | Risultato | Squadra 2      |
| ---------------- | --------- | -------------- |
| 22 dicembre 2021 |           |                |
| Malines          | 1 – 3     | Eupen          |
| Gent             | 3 – 1     | Standard Liegi |
| 23 dicembre 2021 |           |                |
| Anderlecht       | 3 – 0     | Kortrijk       |
| Club Bruges      | 4 – 1     | OH Lovanio     |

## Semifinali
Il sorteggio è stato effettuato il 24 dicembre 2021.
| Squadra 1                      | Totale | Squadra 2   | Andata | Ritorno |
| ------------------------------ | ------ | ----------- | ------ | ------- |
| 2 febbraio 2022 / 2 marzo 2022 |        |             |        |         |
| Gent                           | 3 – 1  | Club Bruges | 0 – 1  | 3 – 0   |
| 3 febbraio 2022 / 3 marzo 2022 |        |             |        |         |
| Eupen                          | 3 – 5  | Anderlecht  | 2 – 2  | 1 – 3   |

## Finale
| Arbitro: | Lawrence Visser |

|                                                           |                      |                                 |
| De Sart Hanche-Olsen Castro-Montes Lemajić Ngadeu-Ngadjui | Tiri di rigore 4 – 3 | Gómez Raman Kana Cullen Murillo |